# 胡延年 (清朝)
胡延年（？—17世紀），字蒼恒，河南光州人，清朝初年政治人物。

## 生平
父胡應瑞，崇禎十年丁丑進士，官寧晉知縣。
延年成童時，即耻为软靡文，屡奖于學使。明末戰亂，更留意韬略，學击剑，習箭術，为親族所倚。清順治二年（1645年），以選貢授金壇縣知縣，時明清交替，赴任時，縣佐被殺，他徐以方略剿撫，頻危乃安。金壇人常謂其能以少击衆，以誠服强，以仁寧民。奖拔名士，蒋超（字虎臣）、張願（字譽并）、袁大受（字亦文），多出其門。以卓異，升工部虞衡司主事，轉營繕司员外郎，又轉郎中。順治七年（1650年），除升保定府知府，十一年（1654年），再升陕西洮岷道副使。洮岷兵勾结外蕃，掠民索赎金，未赎者販卖到口外，延年嚴責守将，此害遂除。在任歲余，致仕歸，年甫三十九。歸林二十五年，課子弟，篤友朋，置别墅號「缉園」，莳花命酒，賦月歌風，诗文外無他營。著有《缉園诗文集》。子胡景，歲貢。胡旻，監生。

## 引用
1. ↑  順治十一年三月，直隶保定府知府胡延年为陕西按察使司副使、洮岷兵备道。
2. ↑  《光州志》